# Arachnothera flavigaster
El arañero de anteojos (Arachnothera flavigaster) es una especie de ave paseriforme de la familia Nectariniidae propia del sudeste asiático. Esta es la especie de mayor tamaño de su género.

## Distribución y hábitat
Es endémica de la península malaya, Sumatra, Borneo e islas menores aledañas.
Su hábitat natural son los bosques húmedos tropicales.